# 버마 로드

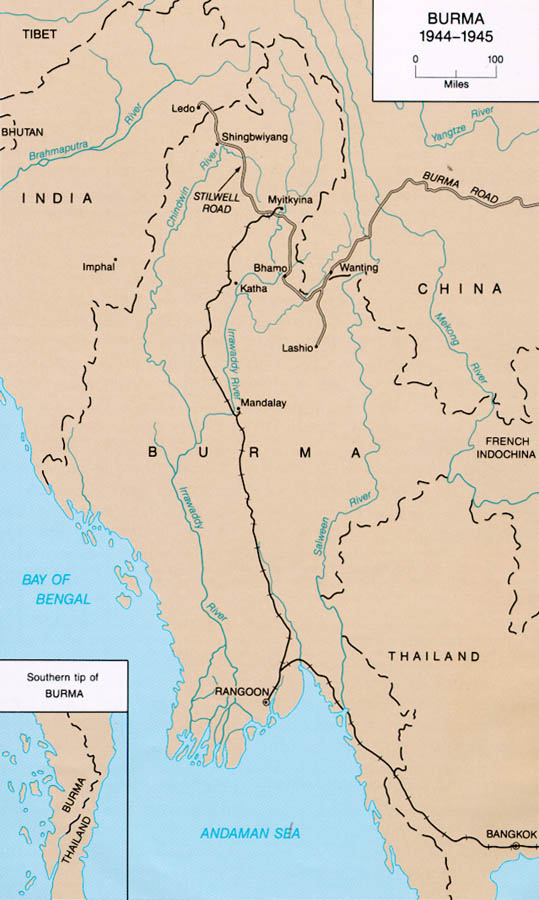
1944년 ~ 1945년의 버마 로드와 레도 로드.

버마 로드(Burma Road) 또는 버마 공로(중국어: 滇緬公路, 일본어: ビルマ公路 비루마 고로[*])는 버마(지금의 미얀마)에 있던 간선 도로였다. 버마의 라시오를 기점으로 하여 중화민국 윈난성의 쿤밍까지 뻗어있었다. 영국령 인도 제국이 건설했다.
총 길이는 약 1,154km로, 산간부 지역을 통과했다. 쿤밍에서 버마 국경까지의 구간은 약 20만 명의 중국인 노동자들이 1937년부터 1938년까지 참여해 뚫었다. 영국이 이 도로를 뚫은 목적은 일본 제국과의 전쟁에서 연합군의 물자를 중화민국군에 원활하게 수송해주는 것이었는데, 일단 버마의 랑군(지금의 양곤)에 물자를 집약시킨 후 철도를 통해 버마 로드의 시점인 라시오까지 물자를 보낸 뒤, 이 버마 로드를 통해 중화민국으로 물자를 보냈다. 1942년 일본군이 버마를 점령하여 버마 로드를 통한 보급로가 막히자 연합군은 영국령 인도 제국의 아삼 주에서 히말라야산맥을 지나 물자를 공수해야만 했다. 임팔 전투에서 인도를 향해 진군하던 일본군을 격퇴한 연합군은 버마 북부 지방을 탈환하여, 아삼주의 레도(Ledo)를 기점으로 하여 중간에 옛 버마 로드로 접속하는 레도 로드를 새롭게 뚫었다.

## 같이 보기
- 레도 로드
- 임팔 전투
  - 무타구치 렌야